# مكتبة سمير منصور (غزة)
مكتبة سمير منصور هي من أهم وأكبر المكتبات في غزة تقع في الشارع الثلاثيني الذي يضم ثلاث جامعات هي الأزهر وجامعة الأقصى والجامعة الإسلامية. تحتوي المكتبة على أكثر من 100 ألف كتاب في الدين والثقافة والأدب والسياسة والأقتصاد وقصص الأطفال، بالإضافة إلى كونها جزءا من دار نشر تركز على نشر أعمال الكتاب الفلسطينيين. وتعد مركزا مجتمعيا ثقافيا بارزا في القطاع يخدم المجتمع المحلي وطلاب المدارس الفلسطينية. رُشحت المكتبة لجائزة فولتير عام 2021.

## تأسيسها
أسّس المكتبةَ سمير منصور عام 2000، الذي عمل مع والده منذُ عام 1980م في مجال الطباعة والكتب. في أوائل الثمانينيات، كان منصور يبلغ من العمر 15 عامًا فقط عندما تولى وظيفته الأولى، حيث ساعد والده في المكتبة. في عام 2000، طوّر مشروع والده بشكل أكبر من خلال إنشاء دار نشر، وبدأ في نشر أعمال المؤلفين المحليين ، وأصبحت المكتبة فيما بعد متنفسًا أساسيًا للمؤلفين والتربويين الفلسطينيين، خاصة بعد الحصار المحكم على قطاع غزة عام 2006.
تملك المكتبة حقوق النشر للمصحف المسمى المسجد الأقصى.

## تدميرها
دُمرت المكتبة أول مرة في أيار 2021 بسبب غارات شنها الاحتلال إذ تكبدت المكتبة بسبب هذا الدمار خسارة بقيمة 700 ألف دولار، قام كل من ماهفيش روكسانا وكلايف ستافورد سميث، محاميان في مجال حقوق الإنسان، حملة لجمع التبرعات للمكتبة التى عانت نقصًا شديدًا في إمدادات البناء خلال مرحلة إعادة بنائها، نتيجة للحصار الشديد الذى يعاني منه قطاع غزة، ولكنها عادت وافتتحت أبوابها من جديد في فبراير 2022 بحضور وزير الثقافة الفلسطيني عاطف ابو سيف وعدد من الكتّاب والمثقفين بعد تلقيها دعم من جميع أنحاء العالم، حيث أُعيد بنائها على بعد 100 متر من موقعها السابق، كما رافق الافتتاح ملصقات كتب عليها "كالعنقاء من تحت الرماد نُبعث من جديد". خلال الحرب الفلسطينية الإسرائيلية 2023، دُمرت المكتبة  بالقصف الجوي الإسرائيلي لبناية كحيل وأصبحت تحت الأنقاض.
عادت المكتبة بمساحة 1000 متر مربع وبكتب يصل عددها إلى 300 ألف كتاب، ولكنها لم تنجو من غارات الاحتلال ايضًا.
في يوليو 2025، أُعيد افتتاح المكتبة على أنقاضها بما توفر من كتب لم يمسها الدمار.